# Tolat Szejchametow
Tolat Abdułhanijewycz Szejchametow (ukr. Толят Абдулганієвич Шейхаметов, ros. Толят Абдулганиевич Шейхаметов, Tolat Abdułganijewicz Szejchamietow; ur. 24 kwietnia 1966, ZSRR) – ukraiński piłkarz, grający na pozycji napastnika, trener piłkarski.

## Kariera piłkarska

### Kariera klubowa
Karierę piłkarską rozpoczął w drugoligowych klubach, skąd w 1989 przeszedł do Pachtakora Taszkent. W 1990 był zaproszony do Tawrii Symferopol. Po kontuzji nogi w 1991 nie zagrał żadnego meczu. W końcu 1993 wyjechał do Izraela, gdzie bronił barw klubów Maccabi Herclijja i Hakoah Ramat Gan. Ale już w maju 1994 powrócił do Tawrii, a w lipcu przeniósł się do Kreminia Krzemieńczuk. W sezonie 1997/98 występował w SK Mikołajów. Zakończył karierę piłkarską w klubie Metałurh Nikopol.

## Kariera trenerska
Po zakończeniu kariery zawodniczej rozpoczął pracę trenerską. W lutym 2007 objął stanowisko drugiego trenera w klubie Krymtepłycia Mołodiżne. Potem pomagał trenować IhroSerwisu Symferopol. Obecnie pracuje w sztabie szkoleniowym reprezentacji Ukrainy U-16.

## Sukcesy i odznaczenia

### Sukcesy klubowe
- mistrz Ukrainy: 1992
- mistrz Pierwszej Lihi Ukrainy: 1998
- brązowy medalista Mistrzostw Ukrainy: 1992, 1995, 1996
- finalista Pucharu Ukrainy: 1994

### Sukcesy indywidualne
- 4. miejsce w klasyfikacji strzelców Mistrzostw Ukrainy: 1993

### Odznaczenia
- nagrodzony tytułem Mistrza Sportu Ukrainy: 1992